# Kh-31 (ミサイル)
Kh-31（Х-31）は、ソビエト連邦で開発された空対艦／対レーダーミサイルである。2022年ロシアのウクライナ侵攻で、ロシア連邦軍により空対地ミサイルとして実戦投入されている。
NATOコードネーム はAS-17 クリプトン（Krypton）。また、非公式にミニモスキートとも呼ばれているようである。

## 概要
Kh-31は1970年代末に開発が開始された航空機搭載型の大型ミサイルで、固体燃料ロケット統合型ラムジェットエンジンを使用する超音速ミサイルの一つである。これはまず固体燃料ロケットモーターによりマッハ1.8まで加速し、その後ラムジェットエンジンに切り替えて最大マッハ4.5まで加速、巡航すると言う推進方式であり、これによって敵防空システムによる迎撃を困難なものにしている。
尾部に初期加速用の固体ロケットモーターがあり、固体ロケットが燃え尽きた後、ロケットモーターの燃料室がそのままラムジェット燃焼室になる。さらに固体ロケットからラムジェットに移行する際胴体側面にある4つの棒状部分の先端が吹き飛び、ラムジェット用のエアインテークとなる機構を採用している。
Kh-31は1980年代末からロシア（ソ連）海軍において運用が開始されており、さらに中国海軍もKh-31を購入し、YJ-91/KR-1として独自に生産も開始している。

## タイプ
Kh-31には終末誘導にアクティブ・レーダー・ホーミング方式を用いる対艦ミサイル型のKh-31Aと、同じく終末誘導にパッシブレーダー方式を用いる対レーダーミサイル型のKh-31Pの大きく分けて2種類のタイプが存在する。
さらにKh-31A/Kh-31Pのそれぞれのタイプにおいて、初期型のMod1と胴体の延長および燃料搭載量の増加、およびそれに伴う射程延伸を図った後期型のMod2があり、多少ややこしい分類になっている。
Kh-31A/Kh-31Pでそれぞれ射程が大きく違うのは、攻撃目標に対する飛翔経路の選択がそれぞれ異なることが影響していると考えられる。
また、現在Kh-31Pは地上および海上のレーダーを攻撃するように設計されているが、早期警戒管制機（AWACS）などの空中目標を攻撃するための改良型も開発中である。

### 派生型
Kh-31A
基本型。アクティブ・レーダー・ホーミング誘導の対艦ミサイル型。
Kh-31AM
Kh-31Aのシーカーを発展型に換装した能力向上型。開発中。
Kh-31P
基本型。パッシブ・レーダー・ホーミング誘導の対レーダーミサイル型。
Kh-31PM
Kh-31Pのシーカーを発展型に換装した能力向上型。開発中。
YJ-91/KR-1
Kh-31の中国版。対レーダー用がメインらしく、輸入とは別に独自に生産もしている。
MA-31
Kh-31をベースにアメリカ合衆国で開発された標的機。

## 仕様

### Kh-31A
- 対艦ミサイル型
- エンジン：固体ロケット統合型ラムジェットエンジン
- 発射重量：610kg（Mod1）/700kg（Mod2）
- 弾頭重量：90kg（Mod1）/110kg（Mod2）
- 全長：4.7m（Mod1）/5.23m（Mod2）
- 直径：360mm
- 翼幅：1,150mm
- 飛行速度：マッハ4.5（高高度）/マッハ2.5（低高度）
  - 1,000m/s（約マッハ3.4）とする資料もある
- 射程：50km（Mod1）/70km（Mod2）
  - 70km（Mod1）/100km（Mod2）とする資料もある
- 誘導手段：アクティブ・レーダー・ホーミング

### Kh-31P
- 対レーダーミサイル型
- エンジン：固体ロケット統合型ラムジェットエンジン
- 発射重量：600kg（Mod1）/625kg（Mod2）
- 弾頭重量：90kg
  - 100kgとする資料もある
- 全長：4.7m（Mod1）/5.23m（Mod2）
- 直径：360mm
- 翼幅：915mm
- 飛行速度：マッハ4.5（高高度）/マッハ2.5（低高度）
  - 1,000m/s（約マッハ3.4）とする資料もある
- 射程：110km（Mod1）/200km（Mod2）
  - 150km（Mod1）/200km（Mod2）とする資料もある
- 誘導手段：パッシブ・レーダー・ホーミング誘導

### 搭載機種
- Su-27SM、Su-30M、Su-33、Su-34、Su-35系列
- MiG-29、MiG-29K、MiG-35
- JH-7A

## 運用国
- アルジェリア - 2024年時点で、アルジェリア空軍がKh-31A、Kh-31Pを保有[2]。
- 中華人民共和国 - 2024年時点で、中国人民解放軍海軍航空兵がKh-31A、Kh-31P、中国人民解放軍空軍がKh-31A、Kh-31Pを保有[3]。
- インド - 2024年時点で、インド空軍がKh-31A、Kh-31Pを保有[4]。
- インドネシア - 2024年時点で、インドネシア空軍がKh-31Pを保有[5]。
- マレーシア - 2024年時点で、マレーシア空軍がKh-31A、Kh-31Pを保有[6]。
- ロシア - 2024年時点で、ロシア海軍航空隊がKh-31A/AM、Kh-31P、ロシア空軍がKh-31A/AM、Kh-31P/PMを保有[4]。
- シリア - 2024年時点で、シリア空軍がKh-31Pを保有[7]。
- ウガンダ - 2024年時点で、ウガンダ空軍がKh-31Pを保有[8]。
- ベネズエラ - 2024年時点で、ベネズエラ空軍がKh-31A、Kh-31Pを保有[9]。
- ベトナム - 2024年時点で、ベトナム空軍がKh-31A、Kh-31Pを保有[10]。